# NGC 4863
NGC 4863 is een spiraalvormig sterrenstelsel in het sterrenbeeld Maagd. Het hemelobject werd in 1886 ontdekt door de Amerikaanse astronoom Francis Preserved Leavenworth.

## Synoniemen
- MCG -2-33-81
- PGC 44650